# Endrunde der Deutschen Mannschaftsmeisterschaft im Schach 1980
Die Endrunde der Deutschen Mannschaftsmeisterschaft im Schach 1980 fand vom 3. bis 5. Oktober in Solingen statt. Über die viergleisige Bundesliga hatten sich Favorite Hammonia (Gruppe Nord), die  Solinger SG 1868 (Gruppe West), Königsspringer Frankfurt (Gruppe Südwest) und die SF Marktheidenfeld (Gruppe Süd) qualifiziert. Da zur Saison 1980/81 die eingleisige Schachbundesliga eingeführt wurde, war es das letzte derartige Endrundenturnier.

## 1. Runde
In der 1. Runde setzte sich die Solinger SG 1868 durch einen klaren Erfolg gegen die SF Marktheidenfeld an die Spitze. Gleichzeitig gelang Favorite Hammonia ein knapper Sieg gegen Königsspringer Frankfurt.
| Brett | Favorite Hammonia      | Königsspringer Frankfurt | 4,5:3,5 |
| ----- | ---------------------- | ------------------------ | ------- |
| 1     | Sejer Holm             | Bela Soos                | 1:0     |
| 2     | Peter Dankert          | Ralf Heß                 | 0:1     |
| 3     | Christian Clemens      | Peter Staller            | 0,5:0,5 |
| 4     | Jens Ove Fries Nielsen | Gerhard Fahnenschmidt    | 1:0     |
| 5     | Gert Müller            | Wolfram Bialas           | 0,5:0,5 |
| 6     | Harm Cording           | Helmut Weichert          | 1:0     |
| 7     | Michael Münder         | Jürgen Haakert           | 0,5:0,5 |
| 8     | Tariel Kordsachia      | Herbert Geisdorf         | 0:1     |

| Brett | Solinger SG 1868   | SF Marktheidenfeld | 7,5:0,5 |
| ----- | ------------------ | ------------------ | ------- |
| 1     | Hans-Joachim Hecht | Karl-Heinz Göhring | 0,5:0,5 |
| 2     | Lubomir Kavalek    | Leo Meinberger     | 1:0     |
| 3     | René Borngässer    | Peter Krauseneck   | 1:0     |
| 4     | Heinz Lehmann      | Berthold Bartsch   | 1:0     |
| 5     | Jürgen Dueball     | Rainer Oechslein   | 1:0     |
| 6     | Klaus Klundt       | Reinhard Zell      | 1:0     |
| 7     | Ralf Lau           | Edwin Riefner      | 1:0     |
| 8     | Heikki Westerinen  | U. Zeisner         | 1:0     |

## 2. Runde
In der 2. Runde setzte sich Favorite Hammonia gegen die stärker eingeschätzte Mannschaft der Solinger SG 1868 durch und übernahm damit die Tabellenspitze. Gleichzeitig besiegte Königsspringer Frankfurt die SF Marktheidenfeld.
| Brett | Königsspringer Frankfurt | SF Marktheidenfeld | 4,5:3,5 |
| ----- | ------------------------ | ------------------ | ------- |
| 1     | Bela Soos                | Karl-Heinz Göhring | 0,5:0,5 |
| 2     | Ralf Heß                 | Leo Meinberger     | 0:1     |
| 3     | Peter Staller            | Peter Krauseneck   | 1:0     |
| 4     | Wolfram Bialas           | Berthold Bartsch   | 0:1     |
| 5     | Gerhard Fahnenschmidt    | Rainer Oechslein   | 0,5:0,5 |
| 6     | Jürgen Haakert           | Reinhard Zell      | 0,5:0,5 |
| 7     | Helmut Weichert          | Edwin Riefner      | 1:0     |
| 8     | Herbert Geisdorf         | U. Zeisner         | 1:0     |

| Brett | Favorite Hammonia      | Solinger SG 1868   | 5:3     |
| ----- | ---------------------- | ------------------ | ------- |
| 1     | Sejer Holm             | Lubomir Kavalek    | 1:0     |
| 2     | Peter Dankert          | Hans-Joachim Hecht | 1:0     |
| 3     | Christian Clemens      | Heinz Lehmann      | 1:0     |
| 4     | Jens Ove Fries Nielsen | René Borngässer    | 1:0     |
| 5     | Gert Müller            | Klaus Klundt       | 0,5:0,5 |
| 6     | Harm Cording           | Jürgen Dueball     | 0,5:0,5 |
| 7     | Michael Münder         | Heikki Westerinen  | 0:1     |
| 8     | Wolfgang Schmidt       | Ralf Lau           | 0:1     |

## 3. Runde
Favorite Hammonia hätte zum Titelgewinn bereits ein 4:4 gegen den Tabellenletzten Marktheidenfeld gereicht, sie verloren aber mit 3:5. Die Solinger SG 1868 nutzte diese Schützenhilfe, um mit einem Sieg gegen Königsspringer Frankfurt den Titel zu erringen.
| Brett | Solinger SG 1868   | Königsspringer Frankfurt | 6:2     |
| ----- | ------------------ | ------------------------ | ------- |
| 1     | Lubomir Kavalek    | Bela Soos                | 1:0     |
| 2     | Heinz Lehmann      | Ralf Heß                 | 1:0     |
| 3     | Hans-Joachim Hecht | Peter Staller            | 1:0     |
| 4     | René Borngässer    | Wolfram Bialas           | 0:1     |
| 5     | Klaus Klundt       | Gerhard Fahnenschmidt    | 0,5:0,5 |
| 6     | Jürgen Dueball     | Helmut Weichert          | 0,5:0,5 |
| 7     | Heikki Westerinen  | Herbert Geisdorf         | 1:0     |
| 8     | Ralf Lau           | Matthias Steinbacher     | 1:0     |

| Brett | SF Marktheidenfeld | Favorite Hammonia      | 5:3     |
| ----- | ------------------ | ---------------------- | ------- |
| 1     | Karl-Heinz Göhring | Sejer Holm             | 1:0     |
| 2     | Leo Meinberger     | Peter Dankert          | 1:0     |
| 3     | Peter Krauseneck   | Jens Ove Fries Nielsen | 0:1     |
| 4     | Rainer Oechslein   | Christian Clemens      | 0,5:0,5 |
| 5     | Berthold Bartsch   | Harm Cording           | 1:0     |
| 6     | Edwin Riefner      | Gert Müller            | 0:1     |
| 7     | Reinhard Zell      | Michael Münder         | 1:0     |
| 8     | U. Zeisner         | Wolfgang Gergs         | 0,5:0,5 |

## Abschlusstabelle
|    | Verein                   | Sp | G | U | V | MP  | Brett-P.  |
| -- | ------------------------ | -- | - | - | - | --- | --------- |
| 1. | Solinger SG 1868         | 3  | 2 | 0 | 1 | 4:2 | 16,5:7,5  |
| 2. | Favorite Hammonia        | 3  | 2 | 0 | 1 | 4:2 | 12,5:11,5 |
| 3. | Königsspringer Frankfurt | 3  | 1 | 0 | 2 | 2:4 | 10,0:14,0 |
| 4. | SF Marktheidenfeld       | 3  | 1 | 0 | 2 | 2:4 | 9,0:15,0  |

Anmerkung: Der Vorname des Spielers U. Zeisner (SF Marktheidenfeld) ließ sich nicht ermitteln.